# Organized Noize
Organized Noize jest grupą produkcyjną z Atlanty, w Georgia, USA. Członkami Organized Noize są Rico Wade, Ray Murray oraz Patrick "Sleepy" Brown. Są oni również, wraz z Goodie Mob i OutKast założycielami rodziny muzyków - Dungeon Family.
Organized Noize pracowali do tej pory z takimi gwiazdami jak TLC, Ludacris. Wyprodukowali oni pierwszy album OutKast – Southernplayalisticadillacmuzik oraz wiele innych dzieł członków Dungeon Family.